# Xiaomi Mi Max
Xiaomi Mi Max та Xiaomi Mi Max Pro (також відомий як Xiaomi Mi Max Prime) — смартфони компанії Xiaomi, що є першими представниками серії фаблетів Mi Max. Були представлені 10 травня 2016 року.

## Дизайн
Екран виконаний зі скла Corning Gorilla Glass 4. Корпус смартфонів виконаний з алюмінію та має пластикові вставки зверху і знизу.
Знизу розміщені роз'єм microUSB, динамік та стилізований під динамік мікрофон. Зверху розташовані 3.5 мм аудіороз'єм, другий мікрофон та ІЧ-порт. З лівого боку розташований гібридний слот під 2 SIM-картки, або 1 SIM-картку і карту пам'яті формату microSD до 128 ГБ. З правого боку розміщені кнопки регулювання гучності та кнопка блокування смартфона. Сканер відбитків пальців розташований на задній панелі.
В Україні Xiaomi Mi Max та Mi Max Pro продавалися в 3 кольорах: сірому, сріблястому та золотому.

## Технічні характеристики

### Платформа
Xiaomi Mi Max отримав шестиядерний процесор Qualcomm Snapdragon 650 та графічний процесор Adreno 510.
Xiaomi Mi Max Pro отримав восьмиядерний процесор Qualcomm Snapdragon 652 та графічний процесор Adreno 510.

### Батарея
Батарея отримала об'єм 4850 мА·год.

### Камера
Смарфони отримали основну камеру OmniVision OV16880 на 16 Мп, f/2.0 з фазовим автофокусом та здатністю запису відео в роздільній здатності 4K@30fps. Фронтальна камера отримала роздільність 5 Мп, світлосилу f/2.0 та здатність запису відое в роздільній здатності 1080p@30fps.

### Екран
Екран IPS LCD, 6.44", FullHD (1920 × 1080) зі співвідношенням сторін 16:9 та щільністю пікселів 342 ppi.

### Пам'ять
Xiaomi Mi Max продавався в комплектаціях 2/16 3/32 та 3/64 ГБ.
Xiaomi Mi Max Pro продавався в комплектації 4/128 ГБ.

### Програмне забезпечення
Смартфони були випущены на MIUI 7, що базувалася на Android 6.0 Marshmallow. Були оновлены до MIUI 10 на базі Android 7.0 Nougat.